# Ferran Monegal
Ferran Monegal (Barcelona, 4 d'agost de 1947) és un periodista i presentador de televisió català.
Es llicencià en periodisme a l'Escola de Periodisme de Barcelona el 1973. Durant la seva àmplia trajectòria professional ha exercit la crítica teatral del diari Tele/eXpres, ha estat entrevistador del diari La Vanguardia, subdirector del diari El Noticiero Universal, fundador i primer director del diari Claro, i des del 1993 al 2024 fou el crític de televisió del diari El Periódico de Catalunya. La seva columna diària en aquest mitjà es convertí en un referent a Catalunya i també a la resta de l'Estat. També ha intervingut regularment en emissores de ràdio, a COM Ràdio, Ona Catalana, Punto Radio i des de fa més de vuit anys al programa 'Julia en la Onda' de Julia Otero a Onda Cero, amb comentaris sobre el món de la televisió.
L'any 2000 va obtenir el Premi Card de l'Associació de Dones Periodistes de Catalunya.
Des del setembre del 2003 fins a Juliol de 2013 va dirigir i presentar el programa Telemonegal, de periodicitat setmanal, a Barcelona Televisió. Amb aquest programa d'anàlisi i de crítica de televisió des de la mateixa televisió (el primer en tot l'Estat) Ferran Monegal va aconseguir un programa inèdit i insòlit en el panorama televisiu, assolint quotes d'audiència sorprenents per a una televisió local. En reconeixement de la seva tasca com a analista televisiu ha rebut, entre d'altres, el Premi Ciutat de Barcelona. Ferran Monegal va decidir posar fi al seu programa quan es van complir exactament deu temporades seguides en antena. Durant aquests de 10 anys, Telemonegal es va mantenir líder de la cadena.